# Asociace pro elektronickou komerci
Asociace pro elektronickou komerci (APEK) je sdružení firem a podnikatelů v oboru elektronického obchodu, jejímž cílem je podpora rozvoje elektronického obchodování v České republice. Asociace představuje nejvýznamnější autoritu v Česku v oblasti elektronického obchodu.
Od roku 2005 uděluje firmám certifikaci APEK Certifikovaný obchod.

## Historie asociace
Asociace vznikla roku 1998. V době svého vzniku měla za cíl především informovat společnost o možnosti elektronického obchodu. V dnešní době, se asociace zaměřuje především na osvětu a vzdělávání v oblasti elektronické komerce a služby pro své členy. V současné době má asociace více než 340 členů.

## Činnosti asociace
- udělování certifikací online obchodům, které splňuji více než 60 kontrolovaných pravidel
- vytváření analýz a studií o elektronickém obchodu,
- pořádání workshopů a seminářů,
- konzultační a právní služby.
- zastupování odvětví ve vztahu ke státní správě a médiím

## Druhy certifikátů
- APEK Certifikovaný obchod – Česká Kvalita (APEK je jedním ze správců této značky),
- Kodex terminologie lhůt dodání.[4]